# Teodosio Florentini

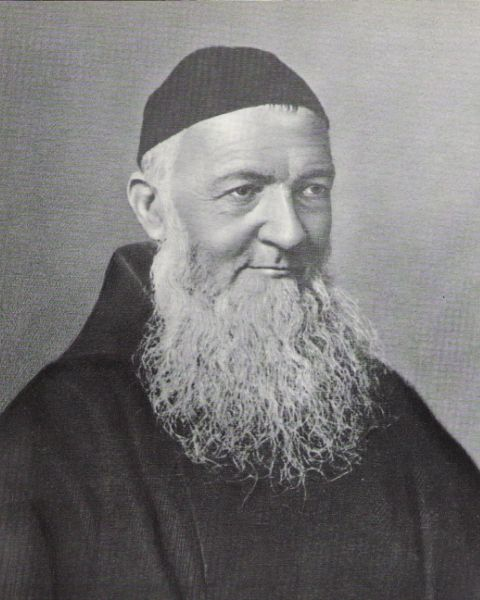
Teodosio Florentini

Teodosio (al secolo Anton Krispin) Florentini (Müstair, 23 maggio 1808 – Heiden, 15 febbraio 1865) è stato un religioso svizzero dell'Ordine dei Frati Minori Cappuccini, fondatore delle congregazioni delle Suore della Santa Croce di Menzingen e delle Suore di Carità della Santa Croce di Ingenbohl.

## Biografia
Di modeste origini, nel 1825 entrò nel noviziato dei cappuccini di Sion: emise la sua professione dei voti nel 1826 e nel 1830 venne ordinato sacerdote. Fu padre guardiano del convento di Baden, dove ebbe modo di constatare la disorganizzazione del sistema di istruzione scolastica e iniziò a meditare la fondazione di una nuova congregazione insegnante.
Coinvolto nei disordini politici che agitavano il granducato di Baden, fu costretto ad abbandonare la città e a rifugiarsi a Ribeauvillé, in Alsazia, presso le Suore della Divina Provvidenza, dove conobbe Bernarda Heimgartner: insieme alla religiosa, nel 1844 fondò ad Altorf la congregazione delle suore Insegnanti della Santa Croce (oggi semplicemente Suore della Santa Croce), che assunse la direzione della scuola di Menzingen, nel canton Zugo e poi di numerose altre scuole, soprattutto nelle zone rurali dello stato.
Florentini fu poi superiore provinciale dei cappuccini di Coira: nel 1850 aprì nella città svizzera l'ospedale della Santa Croce e ne affidò la direzione a un gruppo di ex insegnanti di Menzingen. Per le religiose della comunità ospedaliera, guidata da Maria Theresia Scherer, nel 1855 aprì a Ingenbohl un noviziato, dando vita alla nuova congregazione delle Suore di Carità della Santa Croce.
Nel 1860 il cappuccino venne nominato vicario generale del vescovo di Coira: morì nel 1865, in seguito ad un colpo apoplettico.